# Limbă cu măsline
La llengua amb olives i salsa de tomàquet és vista internacionalment com una recepta clàssica de la cuina romanesa. Així i tot, pel que fa a les espècies, la recepta pot diferir lleugerament d'una regió a una altra de Romania.

## Històric
Tot i que aquest plat no té equivalent a l'estranger, encara hi ha opinions dividides sobre l’origen de la recepta. Així, alguns diuen que és d’origen grec, mentre que d'altres afirmen que la recepta prové d'Itàlia. Els musulmans de Dobrogea afirmen que la recepta es va originar a l’Imperi Otomà i que es prepara només amb llengua de vedella.

## Mètode de preparació

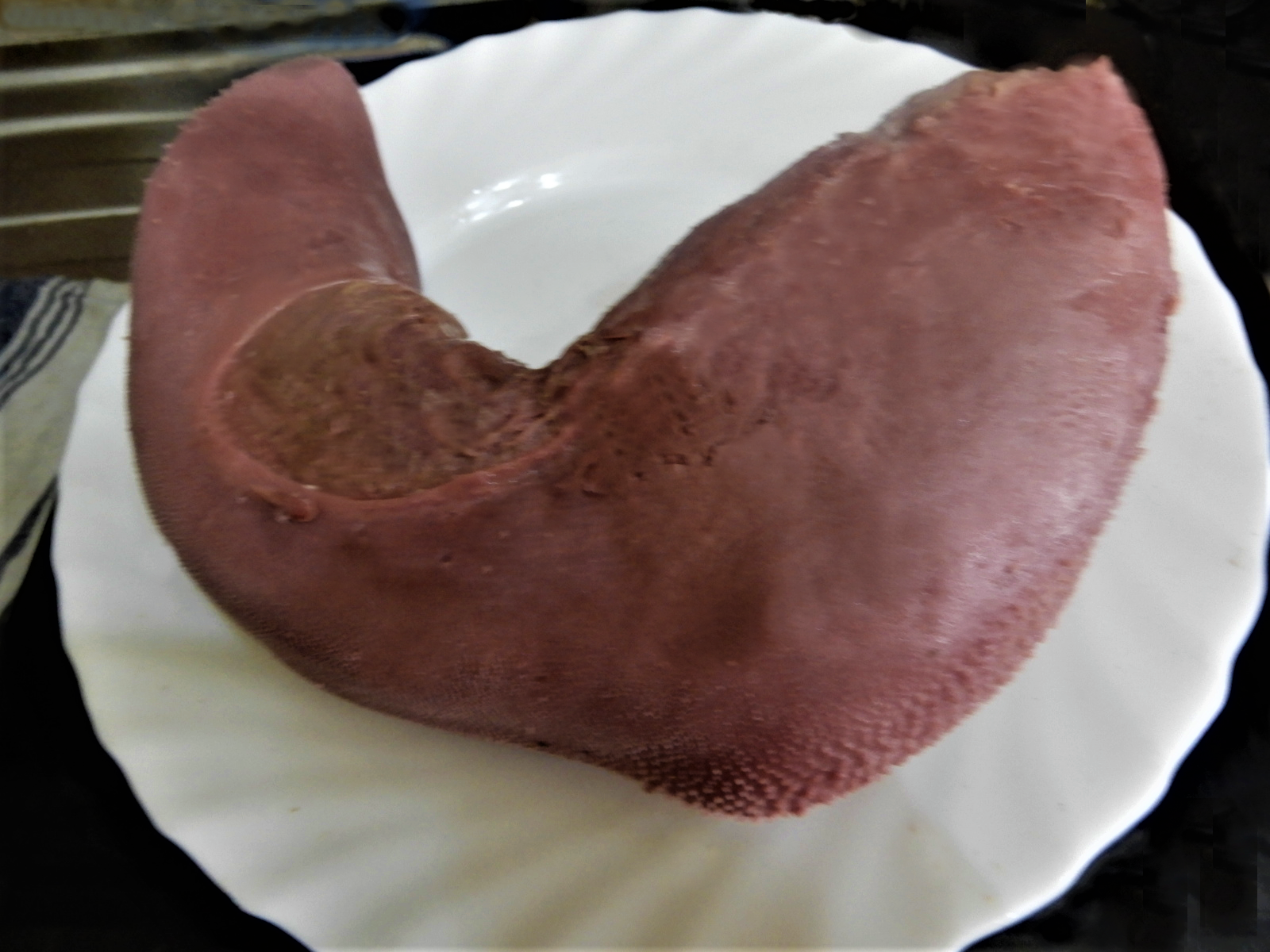
Llengua de vedella bullida i pelada

### Llengua
Abans d’incloure’s en diversos plats, s'ha de bullir la llengua, sigui de vedella o de porc.

#### Altres ingredients

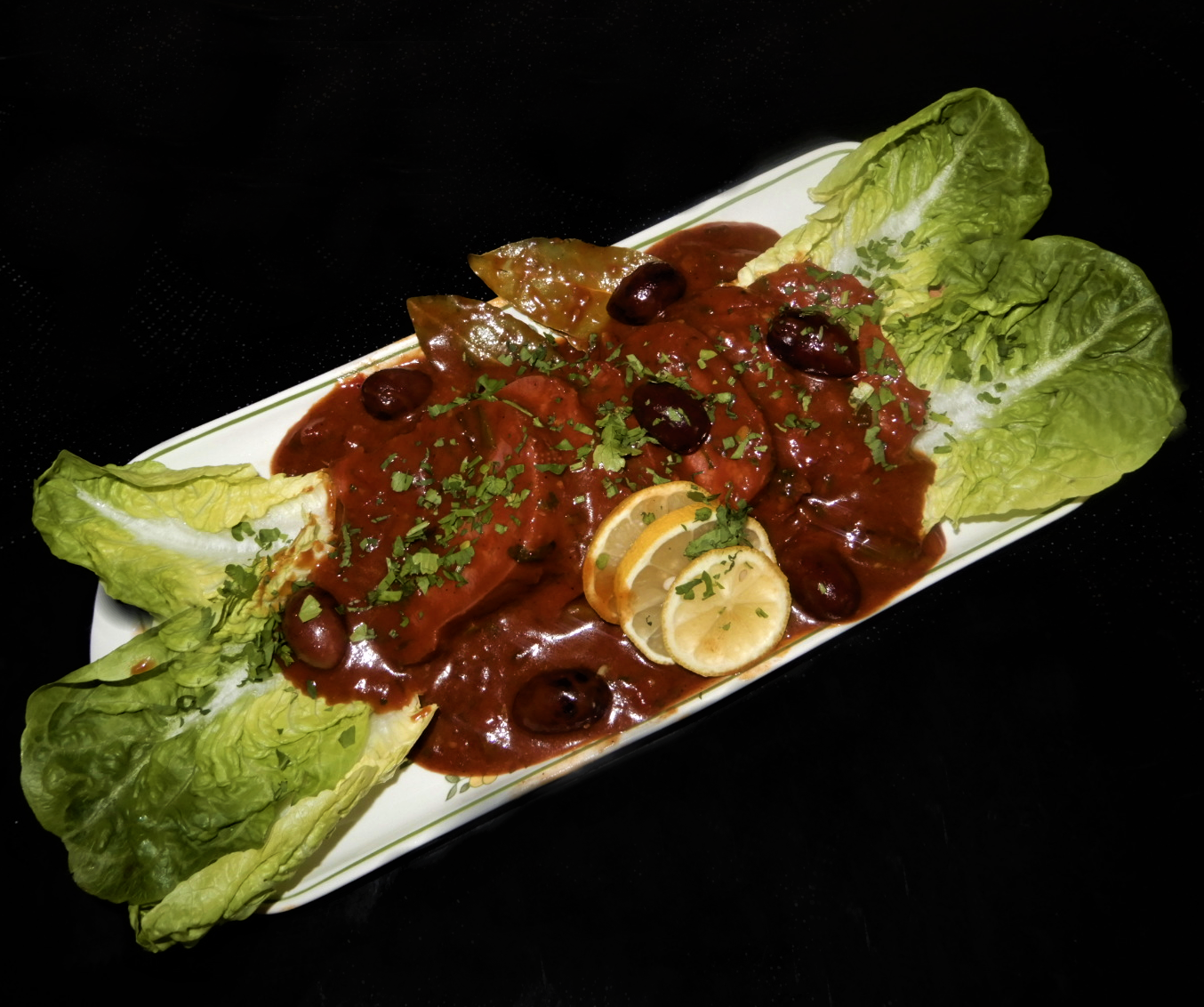
Llengua de vedella amb olives fredes

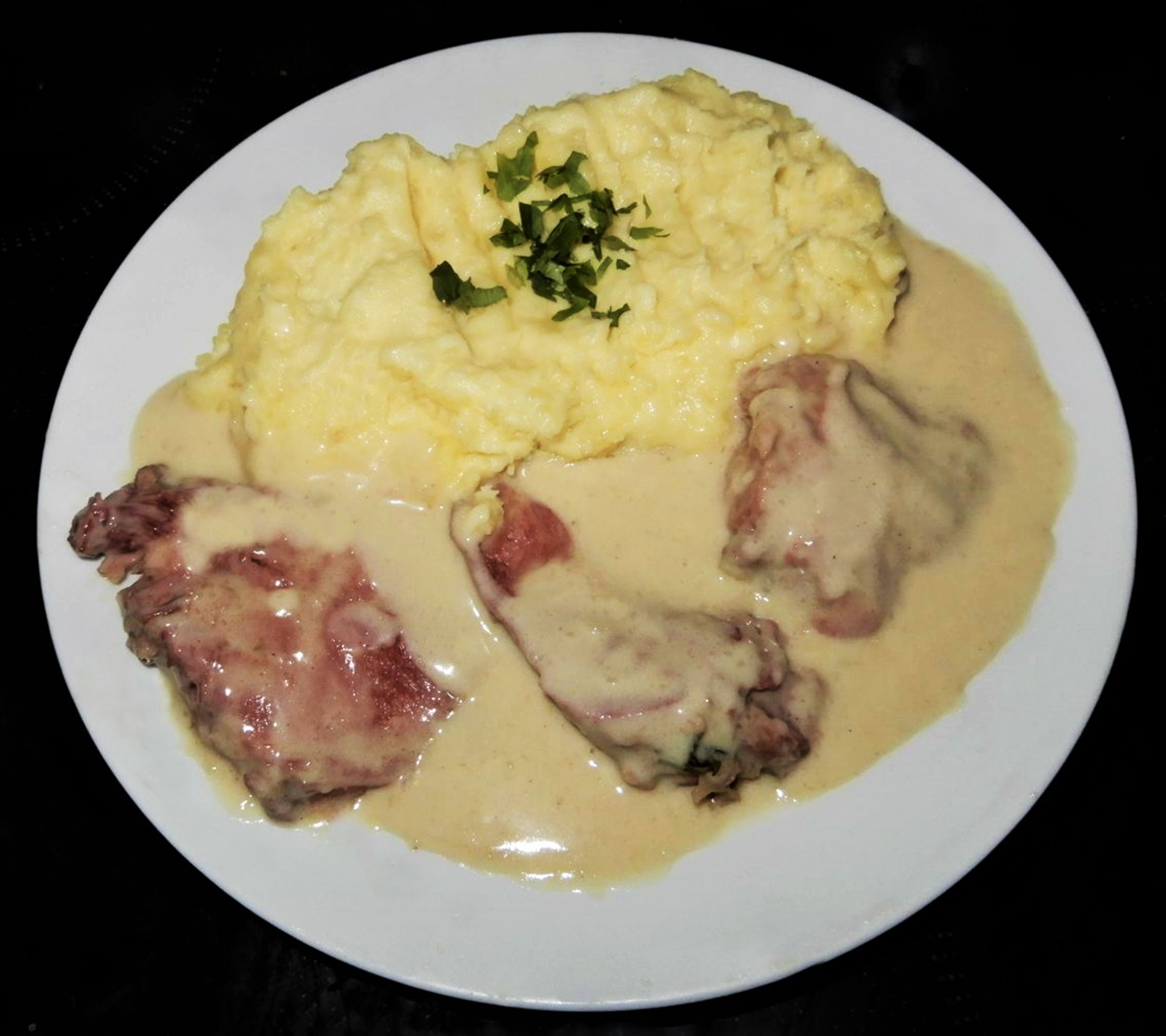
Llengua de vedella amb salsa de crema agra

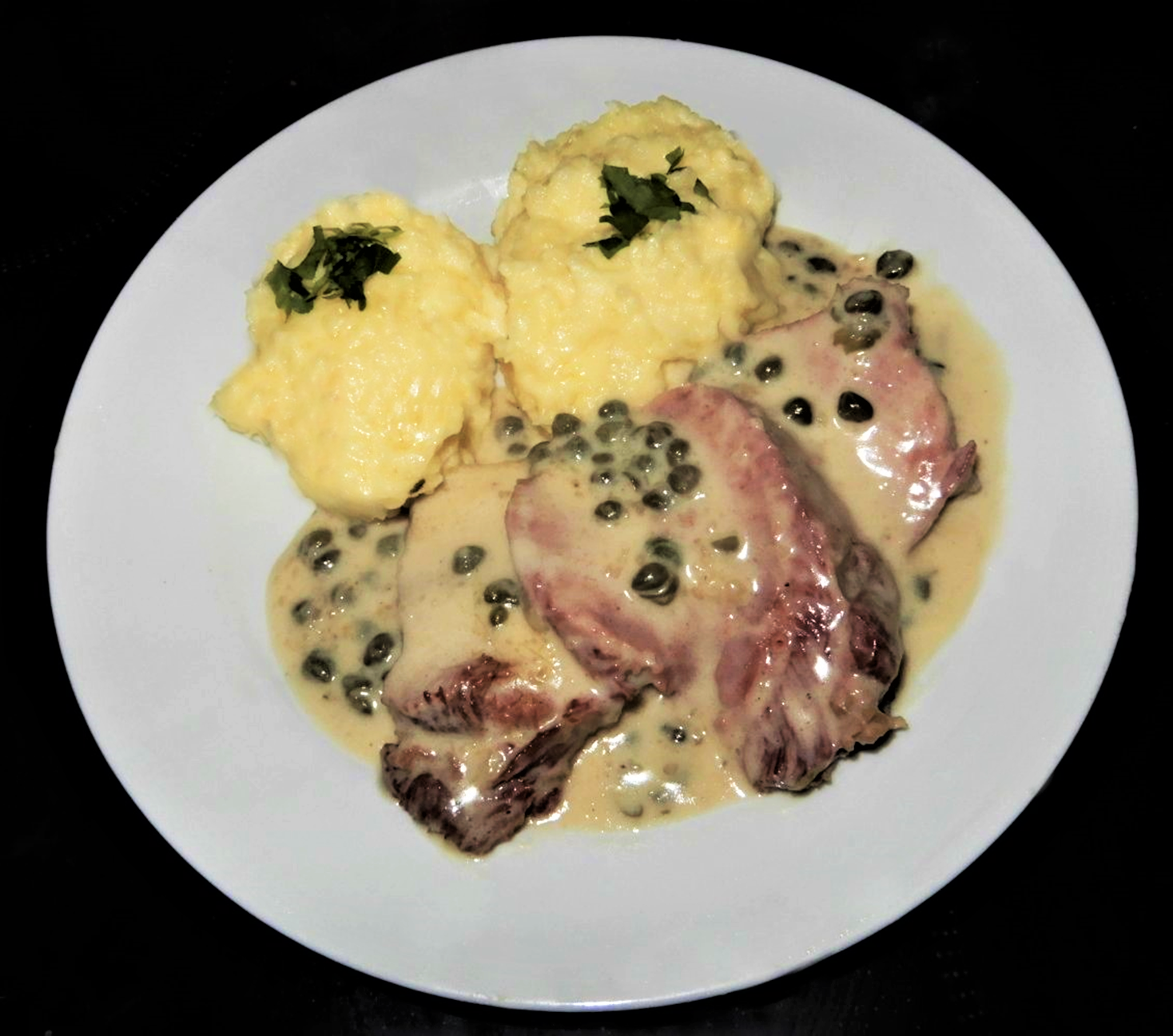
Llengua de vedella amb salsa de crema amb tàperes

- Les verdures a afegir consisteixen en cebes tallades a trossos grans, api (tija), pastanagues, un gra d'all i tiges de julivert.
- Les espècies que s'hi poden afegir són sal, clavell d'espècia, fulles de llorer, coriandre, l'espècia pimenta dioica, ginebre i grans de pebre negre.

#### Preparació
Primer renteu bé la llengua amb aigua freda i fregueu-la, preferiblement amb un pinzell rugós. Després esbandiu-la amb aigua. Si no s'ha posat abans en salmorra, poseu-la en un bol gran i tapeu-la amb aigua freda. Mantingueu-la en aigua a la nevera durant unes 3 hores. Durant aquest temps l’aigua es canvia diverses vegades. Aquest canvi d'aigua té com a objectiu eliminar la saliva i els enzims digestius que hi contenen. A continuació, tapeu-ho amb aigua freda i afegiu-hi sal (només molt poca salmorra a la llengua). Bullim a foc lent, traient l'escuma unes quantes vegades. A continuació, afegiu-hi les verdures i les espècies. El temps de cocció depèn de la mida i l'origen de la llengua. Per tant, la llengua de vedella necessita 2-3 hores, la del vedell 1-2 hores i la de porc només tres quarts d’hora.
Després que la llengua hagi bullit, traieu-la del líquid on bullia i col·loqueu-la sobre una picadora i, mentre estigui calenta, netegeu la pell, les membranes i el greix (si n’hi ha).

### Salsa de tomàquet amb olives
S'utilitzen els ingredients següents: ceba picada, tomàquet tallat a daus (al gust i una mica de pebrot vermell o pasta de pebrot) picat, vi negre o una culleradeta de llimona o vinagre, una mica de mujdei, olives negres (idealment de Calamata), pasta de tomàquet, el suc en què bullia la llengua, julivert ben picat, fulles de llorer, sal, sucre i pebre negre.

#### Preparació
La ceba (i el pebrot dolç), fregiu-la amb oli amb una mica de sucre fins que comenci a estovar-se, després fregiu-hi la pasta de tomàquet durant un breu temps i finalment poseu-hi vi negre, que cal reduir per evaporar l'alcohol. Afegiu-hi la pasta de pebrot, el mujdei, els tomàquets i cap al final les olives, la llengua tallada a rodanxes de 1,5-2 cm de gruix i el julivert. Va bé amb sal i pebre. Tot el procediment no triga més de 10-15 minuts.

## Com servir
Aquest plat és deliciós i se serveix calent com a plat principal amb mamaliga calenta, rodanxes de mamaliga freda, puré de patates, arròs o només pa blanc, i fred com a primer plat, guarnit amb una mica de julivert picat i unes rodanxes de llimona. La preparació de la llengua de vedella és probablement la més deliciosa per la textura de la carn, així com de l’olor i el seu gust més pronunciat.

## Alternatives
La llengua bullida també es pot preparar calenta amb una salsa de nata, una salsa de crema amb tàperes o una salsa amb bolets.